# Rue Émile-Rostan
 (février 2011).
Si vous disposez d'ouvrages ou d'articles de référence ou si vous connaissez des sites web de qualité traitant du thème abordé ici, merci de compléter l'article en donnant les références utiles à sa vérifiabilité et en les liant à la section « Notes et références ».

La rue Émile-Rostan était une rue parisienne, aujourd'hui disparue située dans le 13e arrondissement de Paris.
Il s’agissait plutôt d'une impasse puisqu’elle débouchait à l’est sur l’avenue d’Ivry et était fermée à l’ouest par la voie du chemin de fer de Petite Ceinture ; un percement entre la rue Émile-Rostan et la rue de la Pointe-d’Ivry, au nord, permettait un accès par cette dernière.
D’abord appelée « passage d’Ivry », la voie — qui au début des années 1860 n’était encore qu’une carrière de calcaire — est rapidement ceinte de constructions dans les années 1880. On y trouvait alors des habitations côtoyant des ateliers. Elle change de nom juste avant ou pendant la Première Guerre mondiale, peut-être pour prendre le nom d'un ancien habitant de la rue.
La rue est rasée dans les années 1960-1970 lors de l'opération d'urbanisme Italie 13. À son emplacement se situent aujourd'hui l'école élémentaire avenue d'Ivry et l'école maternelle Pointe d'Ivry.